# قهرمان‌لی، یولاخ
قهرمان‌لی (به لاتین: Kəhrəmanlı) منطقه‌ای مسکونی در جمهوری آذربایجان است که در شهرستان یولاخ واقع شده‌است.